# Phaethornithinae
Los fetornitinos (Phaethornithinae) son una subfamilia de aves apodiformes de la familia Trochilidae conocidas vulgarmente como ermitaños. Los ermitaños junto la subfamilia Trochilinae conforman la familia Trochilidae, que agrupa a los colibríes. El grupo comprende aproximadamente 34 especies en seis géneros.

## Características
Las especies de aves de Phaethornithinae tienen los tres dedos delanteros pegados en la base. También poseen plumas de dirección (timoneras centrales) extremadamente alargadas. En cambio, los Florisuginae y Trochilinae, tienen dedos separados y las plumas de la cola (timoneras centrales) no alargadas.
Los ermitaños presentan colores verdes, castaños, típicamente rojizos o gris. Les falta el plumaje iridiscente de muchos colibríes, y el plumaje de los machos y hembras son a menudo muy similares (no hay dimorfismo sexual).
Los ermitaños del género típico, Phaethornis, tienen un pico largo curvado; presentan la base de la mandíbula color rojo o amarillo, y sus dos plumas de la cola centrales (timoneras centrales) son largas y las externas de color blanco. La corona de la cabeza es plana, y dos rayas faciales pálidas adjuntan una máscara oscura.
Los ermitaños normalmente se congregan en tierra y realizan un despliegue tradicional donde las hembras escogen a un compañero. Sin embargo, los ermitaños machos son agresivamente territoriales con otros machos.
Los ermitaños están estrechamente asociados con las plantas heliconias. Las flores son una fuente de comida importante accesible a sus picos curvos, largos, típicos de este grupo de colibríes del bosque. Muchas especies también usan la planta para anidar, atando su nido cónico a la parte inferior de una de las hojas anchas de la planta.

## Sistemática
La subfamilia incluye seis géneros:
- Género Anopetia
  - Anopetia gounellei, ermitaño coliancho
- Género Eutoxeres
  - Eutoxeres aquila, picohoz coliverde
  - Eutoxeres condamini, picohoz colicanela
- Género Glaucis
  - Glaucis dohrnii, ermitaño de Espírito Santo
  - Glaucis hirsuta, ermitaño hirsuto
  - Glaucis aenea, ermitaño bronceado
- Género Ramphodon
  - Ramphodon naevius
- Género Threnetes
  - Threnetes ruckeri
  - Threnetes niger
  - Threnetes leucurus
- Género Phaethornis
  - Phaethornis yaruqui
  - Phaethornis guy
  - Phaethornis hispidus
  - Phaethornis longirostris
  - Phaethornis superciliosus
  - Phaethornis malaris
  - Phaethornis syrmatophorus
  - Phaethornis koepckeae
  - Phaethornis philippii
  - Phaethornis bourcieri
  - Phaethornis anthophilus
  - Phaethornis eurynome
  - Phaethornis pretrei
  - Phaethornis augusti
  - Phaethornis subochraceus
  - Phaethornis squalidus
  - Phaethornis rupurumii
  - Phaethornis longuemareus
  - Phaethornis idaliae
  - Phaethornis nattereri
  - Phaethornis ruber
  - Phaethornis stuarti
  - Phaethornis atrimentalis
  - Phaethornis striigularis
  - Phaethornis griseogularis